# Matt Owens
Matthew Owens (Atlanta, Georgia, 14 de febrero de 1989) es un guionista, productor y showrunner estadounidense, conocido por guionizar las series de Marvel, The Defenders (2017), Luke Cage (2016-2018), Agents of S.H.I.E.L.D. (2016-2018) y la adaptación en acción real de One Piece (2023), siendo en esta última uno de los showrunners.

## Filmografía

### Guionista
| Año       | Título                                       | Notas       |
| --------- | -------------------------------------------- | ----------- |
| 2017      | The Defenders                                |             |
| 2017      | Star Wars Audio Comics                       |             |
| 2017      | Star Wars: Jedi of the Republic - Mace Windu |             |
| 2016-2018 | Agents of S.H.I.E.L.D.                       | [ 7 ]       |
| 2016-2018 | Luke Cage                                    |             |
| 2023      | One Piece                                    | [ 8 ] [ 9 ] |

### Productor
| Año  | Título    | Notas                  |
| ---- | --------- | ---------------------- |
| 2023 | One Piece | Junto con Steven Maeda |